# Xiphocentron cubanum
Xiphocentron cubanum är en nattsländeart som först beskrevs av Banks 1941.  Xiphocentron cubanum ingår i släktet Xiphocentron och familjen Xiphocentronidae.

## Underarter
Arten delas in i följande underarter:
- X. c. caimitense
- X. c. orientale
- X. c. nesidion